# Conseil de Marrickville
Le conseil de Marrickville (en anglais : Marrickville Council) est une ancienne zone d'administration locale qui était située dans l'agglomération de Sydney, dans l'État de Nouvelle-Galles du Sud, en Australie). Il a existé de 1861 à 2016.

## Géographie
Le conseil s'étendait sur 17 km2 au sud-ouest de la cité de Sydney, dans la région de l'Inner West.

### Quartiers de la zone d’administration locale
- Dulwich Hill
- Enmore
- Lewisham
- Marrickville
- Marrickville South
- Petersham
- St Peters
- Stanmore
- Sydenham
- Tempe

et avec la ville de Sydney:
- Camperdown
- Newtown

## Histoire
En 2015, dans le cadre du regroupement des zones administratives, différents projets de fusion sont proposés. Le 12 mai 2016, le ministre des collectivités locales de Nouvelle-Galles du Sud décide de la fusion des municipalités d'Ashfield et de Leichhardt avec Marrickville pour former la nouvelle zone du conseil d'Inner West.

## Jumelages
Marrickville était jumelé avec :
- Chilung (Taïwan) depuis 1989
- Cos (Grèce) depuis 1990
- Funchal (Portugal) depuis 1996
- Larnaca (Chypre) depuis 2005
- Safita (Syrie) depuis 2005
- Bethléem (Palestine) depuis 2007
- Zonnebeke (Belgique) depuis 2007
- Ville du 6 Octobre (Égypte) depuis novembre 2008

## Crédit d'auteurs
- (en) Cet article est partiellement ou en totalité issu de l’article de Wikipédia en anglais intitulé « Marrickville Council » (voir la liste des auteurs).